# Marcus Baebius Tamphilus
Marcus Baebius Tamphilus was een Romeins politicus aan het begin van de 2e eeuw v.Chr. en broer van Gnaius Baebius Tamphilus.
Marcus Baebius Tamphilus was praetor in 192 v.Chr.
Bij het uitbreken van de oorlog tegen Antiochus III de Grote van Syrië, stak hij met zijn leger naar Griekenland over, verenigde zich met Philippus V van Macedonië en ontnam aan Antiochus verscheidene steden, totdat de consul Manius Acilius Glabrio het bevel overnam, waarop Baebius als propraetor aan de oorlog bleef deelnemen. Later was hij Romeins gezant bij Philippus en Eumenes II van Pergamon.
Onder zijn consulaat in 181 v.Chr. werd de lijkkist van Numa met 14 boeken van deze gevonden.
In het volgende jaar had hij het bevel in Ligurië. De verschrikte inwoners gaven zich zonder slag of  stoot over, een groot deel van hen werd naar Samnium verplaatst, om hun onophoudelijke opstanden te fnuiken.

## Referentie
- art. Cn. Baebius Tamphilus, in F. Lübker - trad. ed. J.D. Van Hoëvell, Classisch Woordenboek van Kunsten en Wetenschappen, Rotterdam, 1857, p. 139.